# Lechenroth
Lechenroth ist ein Gemeindeteil der oberfränkischen Stadt Seßlach im Landkreis Coburg in Bayern.

## Geographie
Lechenroth liegt etwa 16 Kilometer südwestlich von Coburg an einem Westhang oberhalb der Alster, eines Zuflusses der Itz. Die Kreisstraße CO 16 verbindet den Ort mit Dürrenried und Oberelldorf.

## Geschichte
Erstmals urkundlich erwähnt wurde Lechenroth im Jahr 1303.
Der Ort gehörte zum Hochstift Würzburg. Er war einst den Herren Lichtenstein und dann dem Würzburger Juliusspital zehntpflichtig. 1802 wurde das Hochstift Würzburg säkularisiert. Im Januar 1806 nahm Graf Joseph Carl die Tambacher Lande, zu denen auch Lechenroth gehörte, als reichsunmittelbare Grafschaft Ortenburg-Tambach in Besitz. Im Oktober 1806 wurde die Grafschaft mediatisiert. Von Dezember 1806 bis 1814 gehörte Lechenroth als Teil des Tambacher Landes zum Großherzogtum Würzburg. Nach dessen Auflösung wurde das Herrschaftsgericht Tambach dem Mainkreis zugeordnet. 1862 erfolgte die Eingliederung Lechenroths in das neu geschaffene bayerische Bezirksamt Staffelstein.
1875 hatte das Dorf 62 Einwohner und 32 Gebäude. In der Gemeinde, aus Lechenroth und Muggenbach bestehend, lebten 77 Personen, von denen 25 römisch-katholisch und 52 evangelisch-lutherisch waren. Sie gehörten zu den Kirchensprengeln der Pfarrkirchen in Seßlach beziehungsweise in Hafenpreppach. Die Kinder besuchten in Oberelldorf beziehungsweise in Hafenpreppach die Schule. 1925 hatte das Dorf 63 Einwohner und 12 Wohnhäuser. In der Gemeinde wohnten 89 Personen, von denen 31 römisch-katholisch und 58 evangelisch-lutherisch waren. Im Jahr 1987 hatte das Dorf 65 Einwohner und 14 Wohnhäuser mit 14 Wohnungen.
Am 1. Juli 1972 wurde der Landkreis Staffelstein aufgelöst. Seitdem gehört Lechenroth zum Landkreis Coburg. Im Zuge der bayerischen Gebietsreform verlor Lechenroth am 1. Mai 1978 seine Selbstständigkeit als Gemeinde. Lechenroth und sein Ortsteil Muggenbach wurden Stadtteile von Seßlach.

## Einwohnerentwicklung
| Jahr | Einwohnerzahl |
| ---- | ------------- |
| 1875 | 0000062       |
| 1900 | 0000072       |
| 1925 | 0000063       |
| 1950 | 0000081       |
| 1970 | 0000079       |
| 1987 | 0000065       |
| 2019 | 0000072       |
| 2022 | 0000066       |
| 2025 | 0000059       |